# Wenzenbach
Wenzenbach è un comune tedesco di 8 208 abitanti, situato nel land della Baviera.

## Galleria d'immagini

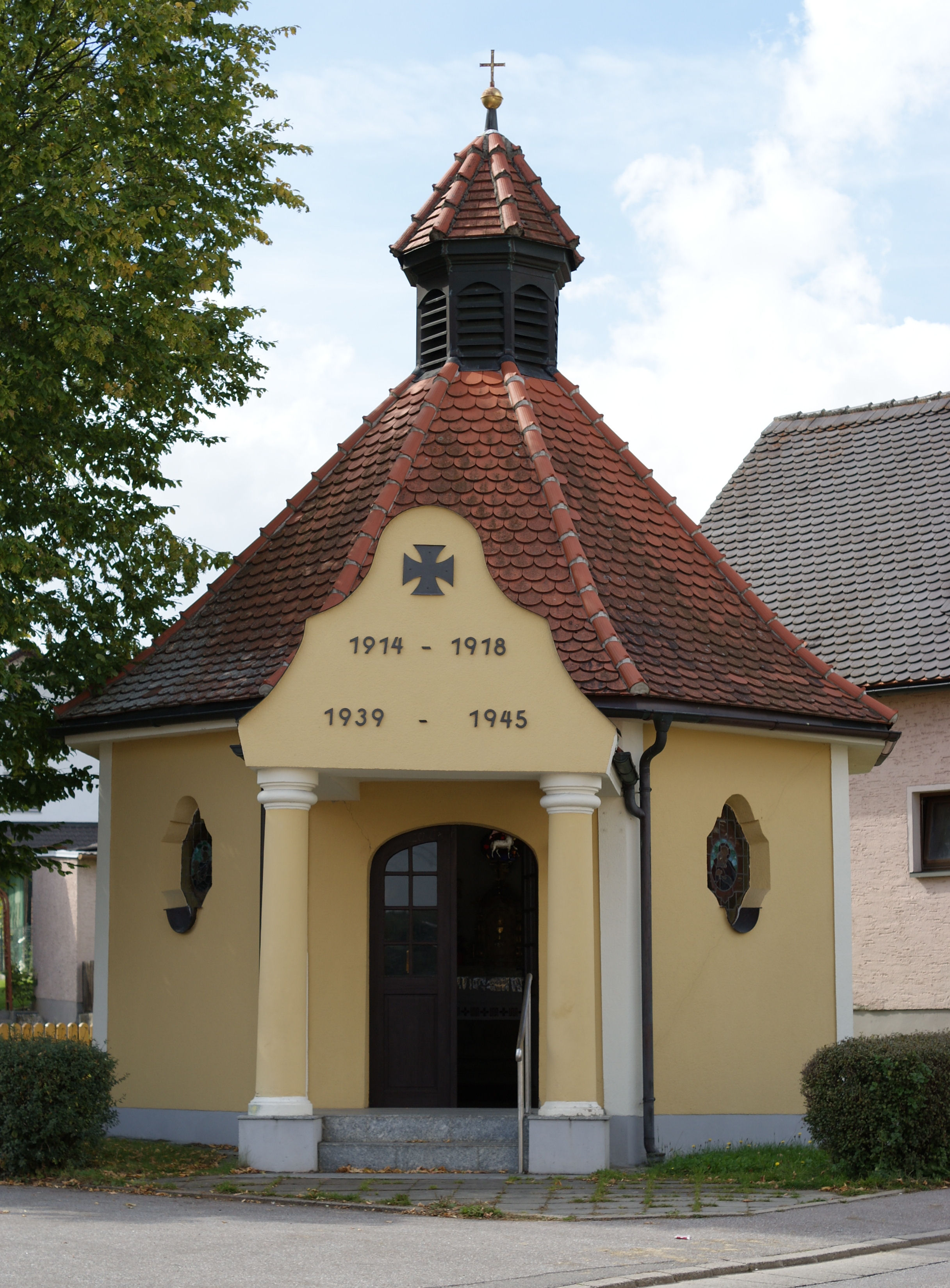
cappella
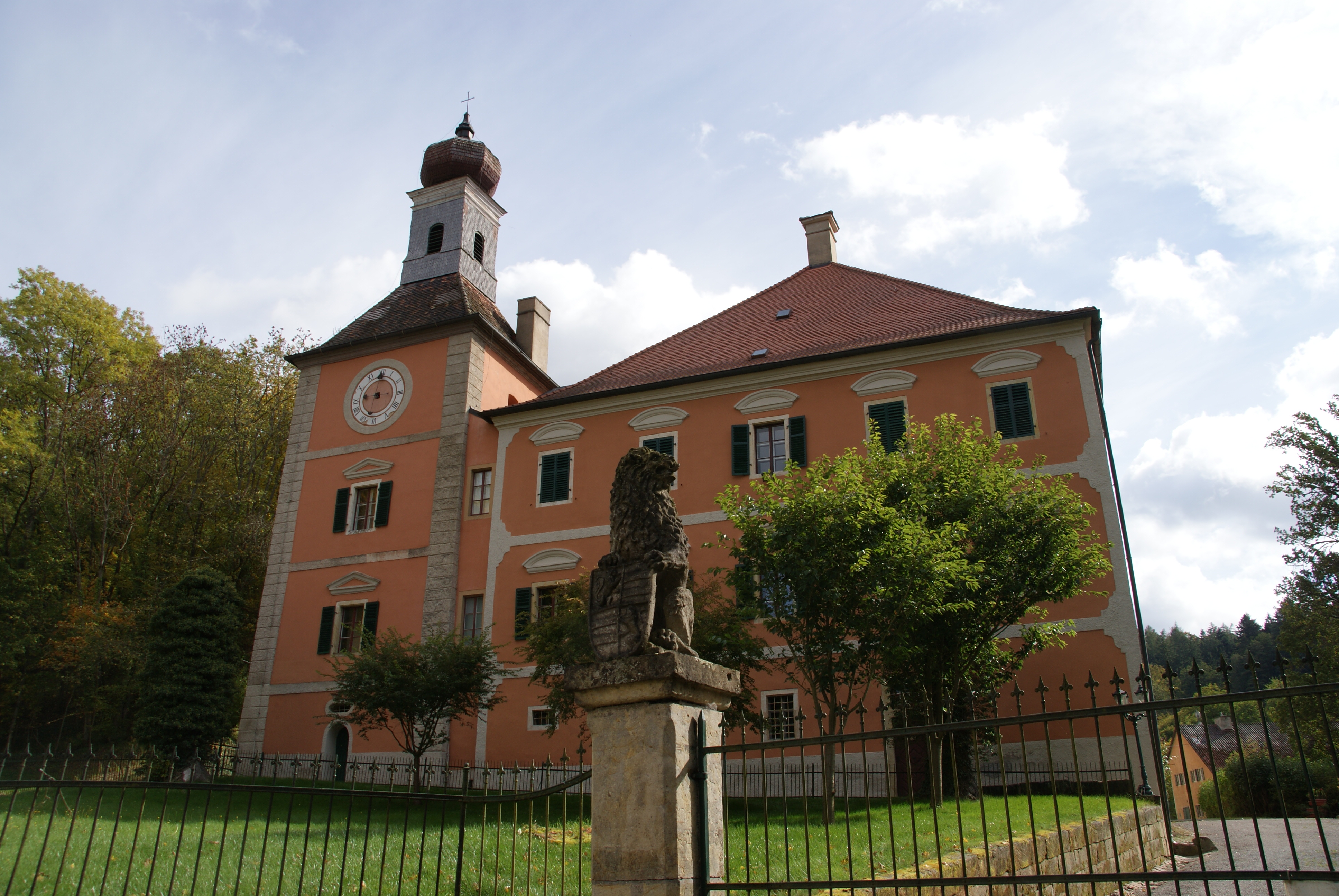
castello Hauzenstein